# 日本インターナショナルスクール協議会
日本インターナショナルスクール協議会（にほんインターナショナルスクールきょうぎかい、英: Japan Council of International Schools、通称JCIS）は、日本にあるインターナショナルスクールにより構成される団体である。

## 概要
協議会では、加盟校間の交流を促進し、専門的能力を向上する研修会などを企画している。加えて、共同でプロジェクトを計画しており、1997年には日本語クラスのための教本を出版、また、2011年の東日本大震災ではボランティアを協議会内で募り派遣した。

## 沿革
組織発足のきっかけは、1965年に日本にあるインターナショナルスクールの代表者が、共通の情報を交換するために集合したことにさかのぼる。1972年、正式に、日本海外学校協議会（The Japanese Council of Overseas Schools、通称JCOS）が発足した。その際、東アジア地域海外学校協議会（The East Asia Regional Council of Overseas Schools、通称EARCOS）に加盟していた学校は自動的にJCOSの加盟校とされたが、1982年に、EARCOSの加盟有無にかかわらず、英語でカリキュラムを提供しているすべての学校が加盟可能となった。そして、1987年、名称を、The European Council of International Schools (ECIS)を模して、日本インターナショナルスクール協議会（The Japan Council of International Schools、通称JCIS）と変更した。
現在は、定期的に、加盟校の代表者とカリキュラムコーディネーターが集合し、会議を開催している。また協議会では、組織内の専門的能力開発のため、助成金を提供している。

## 加盟校[5]

### 北海道地方
- 北海道インターナショナルスクール

### 東北地方
- 東北インターナショナルスクール

### 関東地方
- コロンビアインターナショナルスクール
- アメリカンスクール・イン・ジャパン
- アオバ・ジャパン・インターナショナルスクール
- ブリティッシュ・スクール・イン・東京
- カナディアンインターナショナルスクール
- クリスチャン・アカデミー・イン・ジャパン
- 聖心インターナショナルスクール
- K.インターナショナルスクール東京
- The Montessori School of Tokyo[6]
- ニューインターナショナルスクールオブジャパン（英語版）[7]
- 西町インターナショナルスクール
- セント・メリーズ・インターナショナル・スクール
- 清泉インターナショナル学園
- 東京インターナショナルスクール
- つくばインターナショナルスクール
- サンモール・インターナショナル・スクール
- 横浜インターナショナルスクール

### 中部地方
- 名古屋国際学園

### 関西地方
- Canadian Academy
- Marist Brothers International School
- St. Michael’s International School[8]
- 京都インターナショナルスクール
- 関西学院大阪インターナショナルスクール
- Osaka YMCA International School

### 中国地方
- Hiroshima International School[9]

### 九州地方
- 福岡インターナショナルスクール